# Polypedilum bispinum
Polypedilum bispinum är en tvåvingeart som beskrevs av Zhang och Wang 2007. Polypedilum bispinum ingår i släktet Polypedilum och familjen fjädermyggor. Inga underarter finns listade i Catalogue of Life.